# Karnitki
Karnitki (niem. Klein Karnitten) – zniesiona nazwa osady popegeerowskiej w Polsce położonej w województwie warmińsko-mazurskim, w powiecie ostródzkim, w gminie Miłomłyn, nad jeziorem Kocioł.
W latach 1975–1998 miejscowość administracyjnie należała do województwa olsztyńskiego.
Wieś wzmiankowana w dokumentach z roku 1347 pod nazwą Motho, jako wieś pruska na 12 włókach. Pierwotna nazwa Motho najprawdopodobniej wywodzi się od imienia Prusa - Motho. W roku 1782 we wsi odnotowano 11 domów (dymów), natomiast w 1858 w 8 gospodarstwach domowych było 95 mieszkańców. W latach 1937–39 było 70 mieszkańców. W roku 1973 jako majątek Karnitki należały do powiatu morąskiego, gmina Zalewo, poczta Boreczno.

## Zabytki
Do wojewódzkiego rejestru zabytków wpisane są obiekty:
- zespół pałacowy i folwarczny:
  - pałac, 1856, 1905